# Myrteta luteifrons
Myrteta luteifrons là một loài bướm đêm trong họ Geometridae.